# Постарайся лишитись живим
«Постарайся лишитись живим» (рос. «Постарайся остаться живым») — російський радянський пригодицько-драматичний воєнний фільм Геннадія Іванова, знятий на основі повісті Олександра Бєляєва «Наказано зберегти». Прем'єра відбулась у грудні 1986 року.

## Сюжет фільму
Події фільму розгортаються у Литві 1944 року. Німців відтісняють назад, але це дається нелегко. Для наступу радянських військ потрібний міст через річку. Але він знаходиться під охороню німців і вони його так просто не здадуть. Для здійснення операції по захопленню моста перед наступом радянських військ був організований спеціальний загін із 12 бійців-десантинків. Вони висадились в тилу ворога і усіма силами намагаються взяти під контроль стратегічно важливий міст. Чи усі лишиться живими, покаже доля. На допомогу військовим стають також місцева дівчина Алдона та литовські партизани.

## В ролях
| Актор                | Роль                  |
| -------------------- | --------------------- |
| Євген Маньшов        | Фомічов               |
| Ілона Балсіте        | Алдона                |
| Петро Глєбов         | генерал Архіпов       |
| Юрій Горобець        | генерал Мельников     |
| Анатолій Скорякін    | Борисов               |
| Віктор Жиганов       | Синицин               |
| Сергій Волкош        | Базелевич             |
| Юрій Міхеєнков       | Дзюба                 |
| Ігор Тарадайкін      | Єремеєв               |
| Аршак Оганян         | Ашот                  |
| Арунас Сабонайтіс    | Валдіс                |
| Юрій Маляров         | Галієв                |
| Володимир Аникін     | Пахомов               |
| Стасіс Пятронайтіс   | Буконтас              |
| Альгірдас Паулавічюс | Карчаускас            |
| Роландас Буткявічюс  | Юргіс                 |
| Ромуалдас Урвініс    | Альбертас             |
| Андріс Лієлайс       | Леонас                |
| Здіслав Стомма       | дядько                |
| Бірута Докальська    | тітка                 |
| Яніс Мелдеріс        | Кюль                  |
| Микола Тагін         | німецький мотоцикліст |
| Євген Красавцев      | полковник             |
| Володимир Шихов      | старший лейтенант     |
| Олександр Январьов   | убитий Алдоною німець |

## Знімальна група
- Режисер-постановник: Геннадій Іванов
- Сценарист: Олександр Бєляєв
- Оператори-постановники: Олександр Рибін, Михайло Роговий
- Композитор: Леонід Афанасьєв